# Hanane Mansouri
Hanane Mansouri (Échirolles, 23 novembre 2000) è una politica francese dell'Unione delle Destre per la Repubblica (UDR). È stata eletta deputata all'Assemblea nazionale per l'ottava circoscrizione dell'Isère nel 2024.

## Biografia
Hanane Mansouri è nata il 24 novembre 2000 a Échirolles nell'Isère, da genitori di origine marocchina. Cresce in un villaggio nel nord del suo dipartimento di provenienza, dove completa gli studi, prima di tornare a vivere a Grenoble per studiare giurisprudenza e amministrazione pubblica.
Hanane Mansouri ha militato nell'UNI durante i suoi anni di studio all'Università di Grenoble-Alpes.
Fu attiva ne Les Jeunes Républicains, dove fu nominata leader dal presidente della federazione dell'Isère, il deputato Yannick Neuder.
Hanane Mansouri si è presentata alle elezioni legislative in Francia del 2024 nell'ottava circoscrizione dell'Isère per i Repubblicani a Destra di Éric Ciotti, dove è stata sostenuta dal Rassemblement National. Durante la sua campagna, è stata vittima di attacchi razzisti sui social network. È stata eletta al secondo turno con il 54,1% dei voti, in opposizione a Cécile Michel del Nuovo Fronte Popolare (45,9% dei voti). Nell'Assemblea nazionale , è stata una delle deputate più giovani della nuova legislatura, insieme a Flavien Termet. Flavien Termet si è dimesso meno di tre mesi dopo la sua elezione. Gli è succeduta come membro più giovane dell'Assemblea a 23 anni, 10 mesi e 10 giorni.
Aderì all'Unione delle Destre per la Repubblica e ne divenne segretaria generale nell'ottobre 2024.